# Любиянкич, Златан
Зла́тан Любия́нкич (словен. Zlatan Ljubijankić; 15 декабря 1983, Любляна, СФРЮ) — словенский футболист, нападающий.

## Клубная карьера
Воспитанник молодёжных команд «Слована» и «Домжале». Первый профессиональный контракт Златан подписал в 2002 году с «Домжале». В его составе Любиянкич выиграл чемпионат Словении и Суперкубок. За словенский клуб футболист отыграл 6 сезонов и сыграл 155 матчей, в которых забил 43 мяча. В 2008 году перешёл в бельгийский «Гент», подписав контракт до середины 2012 года. В новом клубе дебютировал 10 февраля в матче против «Зюлте-Варегема».
В июле 2012 года стал игроком японского клуба «Омия Ардия».

## Международная карьера
В национальной сборной дебютировал 28 февраля 2006 года в матче против сборной Кипра и забил единственный гол, который оказался победным.
| №  | Дата             | Оппонент          | Счёт | Голы Любиянкича | Соревнование                                      |
| 1  | 28 февраля 2006  | Кипр              | 1:0  | 1               | Товарищеский матч                                 |
| 2  | 1 марта 2006     | Румыния           | 0:2  | −               | Товарищеский матч                                 |
| 3  | 15 августа 2006  | Израиль           | 1:1  | −               | Товарищеский матч                                 |
| 4  | 17 октября 2007  | Нидерланды        | 0:2  | −               | Отборочный матч чемпионата Европы по футболу 2008 |
| 5  | 26 мая 2008      | Швеция            | 0:1  | −               | Товарищеский матч                                 |
| 6  | 10 сентября 2008 | Словакия          | 2:1  | −               | Отборочный матч чемпионата мира по футболу 2010   |
| 7  | 11 октября 2008  | Северная Ирландия | 2:0  | 1               | Отборочный матч чемпионата мира по футболу 2010   |
| 8  | 11 февраля 2009  | Бельгия           | 0:2  | −               | Товарищеский матч                                 |
| 9  | 28 марта 2009    | Чехия             | 0:0  | −               | Отборочный матч чемпионата мира по футболу 2010   |
| 10 | 1 апреля 2009    | Северная Ирландия | 0:1  | −               | Отборочный матч чемпионата мира по футболу 2010   |
| 11 | 12 августа 2009  | Сан-Марино        | 5:0  | 1               | Отборочный матч чемпионата мира по футболу 2010   |
| 12 | 5 сентября 2009  | Англия            | 1:2  | 1               | Товарищеский матч                                 |
| 13 | 9 сентября 2009  | Польша            | 3:0  | −               | Отборочный матч чемпионата мира по футболу 2010   |
| 14 | 14 октября 2009  | Сан-Марино        | 3:0  | −               | Отборочный матч чемпионата мира по футболу 2010   |
| 15 | 14 ноября 2009   | Россия            | 1:2  | −               | Отборочный матч чемпионата мира по футболу 2010   |
| 16 | 3 марта 2010     | Катар             | 4:1  | −               | Товарищеский матч                                 |
| 17 | 4 июня 2010      | Новая Зеландия    | 3:1  | −               | Товарищеский матч                                 |
| 18 | 13 июня 2010     | Алжир             | 1:0  | −               | Чемпионат мира по футболу 2010                    |
| 19 | 18 июня 2010     | США               | 2:2  | 1               | Чемпионат мира по футболу 2010                    |
| 20 | 23 июня 2010     | Англия            | 0:1  | −               | Чемпионат мира по футболу 2010                    |
| 21 | 11 августа 2010  | Австралия         | 2:0  | 1               | Товарищеский матч                                 |
| 22 | 3 сентября 2010  | Северная Ирландия | 0:1  | −               | Отборочный матч чемпионата Европы по футболу 2012 |
| 23 | 7 сентября 2010  | Сербия            | 1:1  | −               | Отборочный матч чемпионата Европы по футболу 2012 |
| 24 | 12 октября 2010  | Эстония           | 1:0  | −               | Отборочный матч чемпионата Европы по футболу 2012 |
| 25 | 17 ноября 2010   | Грузия            | 1:2  | −               | Товарищеский матч                                 |
| 26 | 9 февраля 2011   | Албания           | 2:1  | −               | Товарищеский матч                                 |
| 27 | 25 марта 2011    | Италия            | 0:1  | −               | Отборочный матч чемпионата Европы по футболу 2012 |
| 28 | 29 марта 2011    | Северная Ирландия | 0:0  | −               | Отборочный матч чемпионата Европы по футболу 2012 |
| 29 | 3 июня 2011      | Фарерские острова | 2:0  | −               | Отборочный матч чемпионата Европы по футболу 2012 |
| 30 | 10 августа 2011  | Бельгия           | 0:0  | −               | Товарищеский матч                                 |
| 31 | 2 сентября 2011  | Эстония           | 1:2  | −               | Отборочный матч чемпионата Европы по футболу 2012 |
| 32 | 11 октября 2011  | Сербия            | 1:0  | −               | Отборочный матч чемпионата Европы по футболу 2012 |
| 33 | 15 ноября 2011   | США               | 2:3  | −               | Товарищеский матч                                 |
| 34 | 29 февраля 2012  | Шотландия         | 1:1  | −               | Товарищеский матч                                 |
| 35 | 26 мая 2012      | Греция            | 1:1  | −               | Товарищеский матч                                 |
| 36 | 7 сентября 2012  | Швеция            | 0:2  | −               | Отборочный матч чемпионата мира по футболу 2014   |
| 37 | 11 сентября 2012 | Норвегия          | 1:2  | −               | Отборочный матч чемпионата мира по футболу 2014   |
| 38 | 22 марта 2013    | Исландия          | 1:2  | −               | Отборочный матч чемпионата мира по футболу 2014   |

(откорректировано по состоянию на 23 марта 2013)

## Достижения
«Домжале»
- Чемпион Словении (1): 2006/07
- Серебряный призёр Словении (2): 2004/05, 2005/06
- Обладатель Суперкубка Словении (1): 2007

«Гент»
- Обладатель Кубка Бельгии (1): 2010